# 塔皮奥特

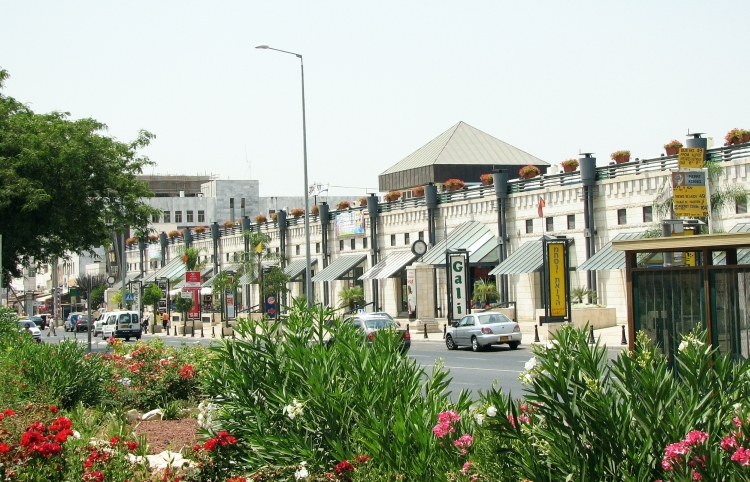
塔皮奥特皮埃尔柯尼希街的哈达尔购物中心

塔皮奥特（希伯來語：‎，Talpiot，意为“高台”），是耶路撒冷东南部的一个以色列社区，由犹太复国主义开拓者建立于1922年。它是由以特拉维夫为基地的巴勒斯坦土地开发公司等犹太建筑协会购买土地，建成的花园郊区
塔皮奥特已成为一个主要的商业中心和非营利组织的枢纽。 塔皮奥特工业区是全国最大的工业区之一，并计划扩张为购物的中心，娱乐和工业的中心。

## 词源
“塔皮奥特”一词源于《雅歌》4:4 –“你的颈项好像大卫建造收藏军器的高台，其上悬挂一千盾牌，都是勇士的藤牌。”

## 历史
在20世纪20年代，包豪斯 建筑师理查德·考夫曼向英国托管当局提交了塔皮奥特规划，将其设计为花园郊区。规划包括一个大型的建筑，他设想作为未来的议会。
1929年希伯伦大屠杀后，早期的定居者从塔皮奥特撤离，但后来又回来了。
1948年以色列独立战争 第一次中东战争后，塔皮奥特成为边境，被约旦占领的东耶路撒冷所包围。1967年六日战争后该社区显著扩大。在这个以前由联合国控制的无人区飞地上新建了住宅区。以色列独立后，在塔皮奥特的西郊为移民建立的帐篷营地，被改为大型工业区。

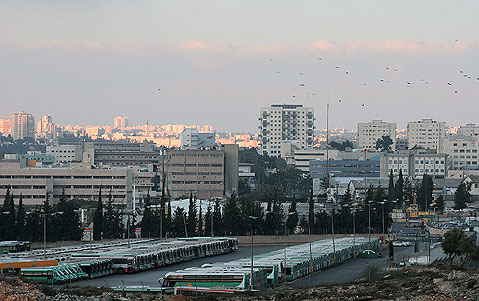
塔皮奥特工业区，2006年

塔皮奥特今天由几个区组成。老塔皮奥特是创建于1922年的历史悠久的住宅区，相邻的南部是Arnona，建立于1931年，但基本上没有开发，直到20世纪80年代。北塔皮奥特，建于1967年以后，可欣赏欣嫩谷、汲沦谷和耶路撒冷老城的全景。Derech Hevron以西是塔皮奥特工业区，目前是耶路撒冷的主要购物区之一。东面是东塔皮奥特。有一块土地仍未开发，留待特拉维夫美国大使馆的搬迁。美国驻耶路撒冷总领事馆的主要办事处在2010年迁往塔皮奥特东部山脊。